# 175109 Sharickaer
175109 Sharickaer è un asteroide della fascia principale. Scoperto nel 2004, presenta un'orbita caratterizzata da un semiasse maggiore pari a 3,1382188 UA e da un'eccentricità di 0,1774740, inclinata di 18,39334° rispetto all'eclittica.
L'asteroide è dedicato a Sharvel Gretzner e Rick Kaer, amici della scopritrice.